# 过山车大亨系列
过山车大亨是经营游乐园的模拟游戏系列。游戏具有4个主系列，以及任天堂3DS版本。

## 主系列

### 模擬樂園3D
於2012年內推出，開發於3DS。

### 模擬樂園:世界
根據Steam平台顯示，此遊戲預計延至於2016年初上市，英文全名為RollerCoaster Tycoon World。中文翻譯則是 过山车大亨:世界，台灣玩家普遍將其稱為 模擬樂園4 。此外，原先預訂是2015年5月29日上架，但後因畫面表現不佳被大量模擬玩家批評而延期進行修改。然而，發售後依然無法受到好評，在steam上的多為負評，經過10年後畫面卻無多少長進，被批評「毀了整個系列的名聲」。

## 其他
《过山车之星》是由曾參與模擬樂園系列作品的Frontier Developments所開發並發行的樂園經營遊戲，附有官方繁簡中文，為模擬樂園3的精神續作。在2016年11月18日上市，並在Steam上受到多數好評。
本游戏系列同样衍生出一个强手棋类游戏以及一个弹珠台游戏。于2002年发行。